# Faïence de Saint-Porchaire

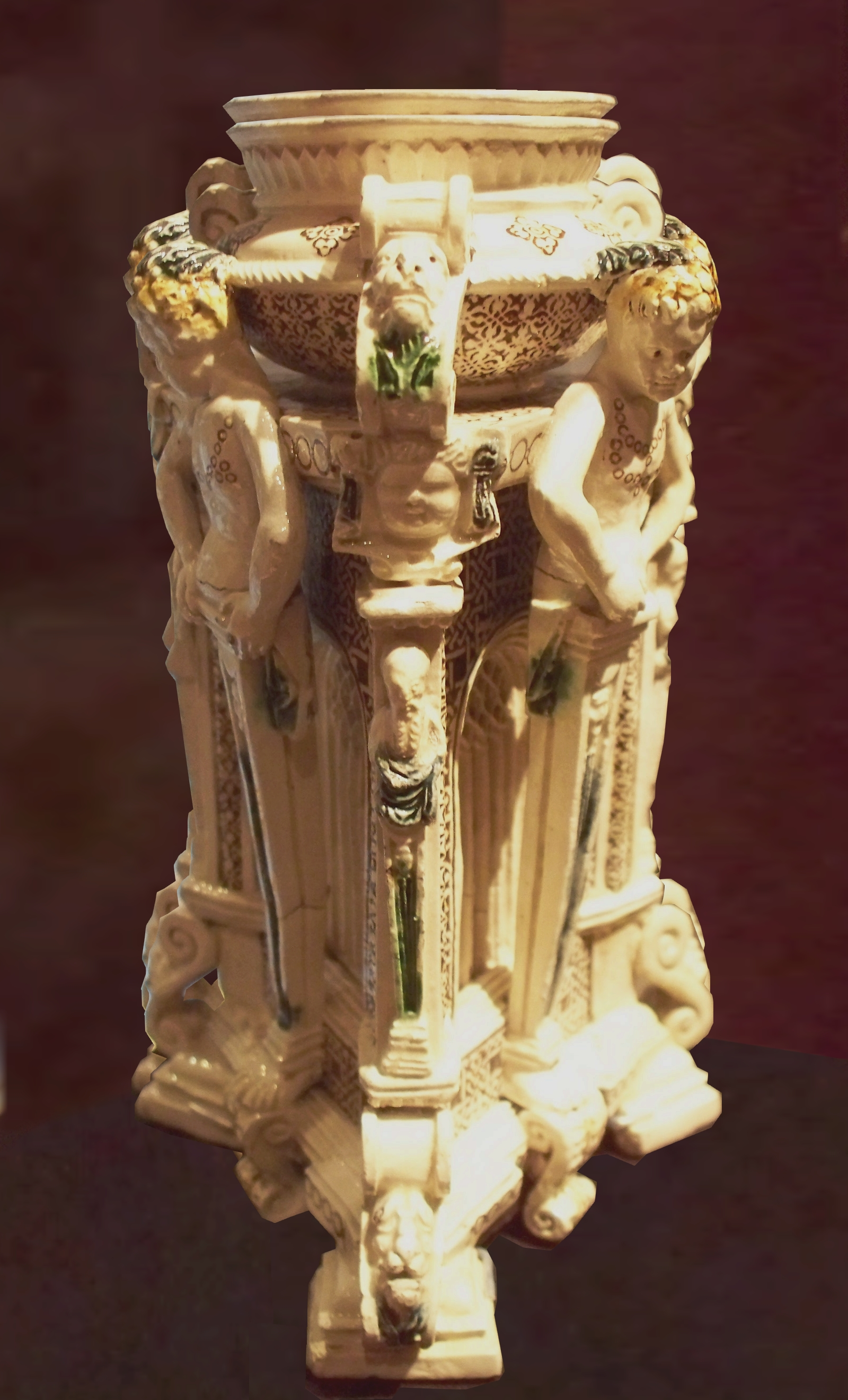
Salière de Saint-Porchaire (vers 1555), Taft Museum of Art, Cincinnati

La faïence de Saint-Porchaire ou faïence Henri II ou faïence d'Oiron est une production faïencière de très haute qualité de la Renaissance française. Cette faïence, caractérisée par sa blancheur ainsi que la précision de son ornementation est oubliée après la Renaissance et n'a plus d'influence sur la céramique française, avant sa redécouverte au XIXe siècle, qui suscite l'intérêt des collectionneurs et des céramistes. Ces derniers tentent de rivaliser avec ces productions complexes.
L'origine de ces faïences a fait débat dès le XIXe siècle, certains l'attribuant à une production italienne, d'autres la situant en Angleterre, ou à Paris. À partir des années 1860, la production de ces faïences est située dans les Deux-Sèvres à Oiron, puis à la fin du siècle à Saint-Porchaire (dans les Deux-Sèvres également). Aujourd'hui, c'est toujours l'appellation « faïence de Saint-Porchaire » qui est employée, même si des fragments archéologiques n'ont pas encore été mis au jour dans cette commune.
Selon les sources, il n'y aurait qu'entre une trentaine et une soixantaine de pièces de cette céramique connues à ce jour, et aucune nouvelle pièce n'est apparue depuis la Seconde Guerre mondiale, à l'exception des fouilles menées dans les années 1990 sur le territoire de la commune de Parthenay (Deux-Sèvres). Sur deux sites distincts ont été exhumés un fragment de salière et une nouvelle forme, non répertoriée jusqu'à ce jour, de navette-canard.

## Origine

### La faïence italienne, anglaise ou parisienne Henri II
Lorsque les collectionneurs ont découvert cette céramique au XIXe siècle, la mémoire de son lieu de production avait été perdue, et elle était seulement connue sous la dénomination de « Faïence Henri II », car certaines pièces portaient le monogramme royal de Henri II.
La première publication à traiter de ces faïences date de 1839 et est accompagnée d'une gravure. Son auteur, André Pottier, suppose que cette faïence aurait été réalisée à Florence et envoyée à Henri II comme cadeau. Carle et Henri Delange rédigent une notice biographique en 1847 sur Girolamo Della Robbia et font de lui l'auteur potentiel des faïences en raison de la présence de la lettre G sur une grande aiguière aujourd'hui conservée au Louvre. L'auteur serait donc italien et identifié. Cependant, Alfred Tainturier nie l'origine florentine ainsi que l'auteur proposé par les Delange, il pense quant à lui que ces céramiques sont bien italiennes mais qu'elles seraient l'œuvre de l'élève de Benvenuto Cellini : Ascanio. D'autres hypothèses apparaissent par la suite comme celle d'une origine anglaise défendue par M. Moore, un marchand d'antiquités londonien. Puis en 1865, Auguste Bernard émet l'hypothèse de faïences faites par Geoffroy Tory, imprimeur, relieur et graveur parisien.

### Les faïences d'Oiron
L'érudit vendéen Benjamin Fillon est le premier à localiser l'origine de ces faïences dans les Deux-Sèvres, en 1864. Sa thèse est que l'origine de ces faïences est à Oiron. Il s'appuie pour cela sur deux feuillets de parchemins. Pour lui, Hélène de Hangest serait à l'origine des premières faïences, puis ce seraient François Charpentier et Jean Bernart, respectivement potier et typographe au château d'Oiron, qui auraient exécuté les faïences. Cette hypothèse convainc et jusqu'en 1888, ces faïences sont appelées les « faïences d'Oiron ».

### Les faïences de Saint-Porchaire
En 1888, Edmond Bonnaffé lie pour la première fois ces faïences au village de Saint-Porchaire, en Poitou (aujourd'hui un quartier de Bressuire). 
Il fait remarquer qu'aucune pièce ne se trouve dans les inventaires des Gouffier ni même dans les inventaires du château d'Oiron alors que les Gouffier seraient les créateurs de ces faïences. De plus aucune faïence dite « de Saint-Porchaire » ne porte leurs armes.
Bonnaffé s'appuie sur les archives de la famille de la Trémoïlle pour soutenir sa thèse. Le premier texte est un inventaire du château de Thouars de 1547 qui dit « Dans son cabinet se trouvent deux coppes de terre de Saint-Porchayre » et « deux salières de Saint-Porchayre », le second est l'inventaire de Louis III de la Trémoïlle daté de 1577 qui dit qu' « a esté trouvé de la vaisselle de terre d'Angleterre et l'aultre faicte à Saint-Porchayre ». Bonnaffé met également en avant l'héraldique puisqu'il constate que les trois plus anciennes faïences de Saint-Porchaire portent les armes de Laval-Montmorency, seigneurs de Bressuire, dont Saint-Porchaire dépendait en partie. La tradition voulait en effet qu'on offre en hommage quelques pièces au personnage le plus important de la province qui est François de la Trémoïlle, suzerain de Bressuire, avec ses armes, d'où une pièce aux armes de la Trémoïlle.

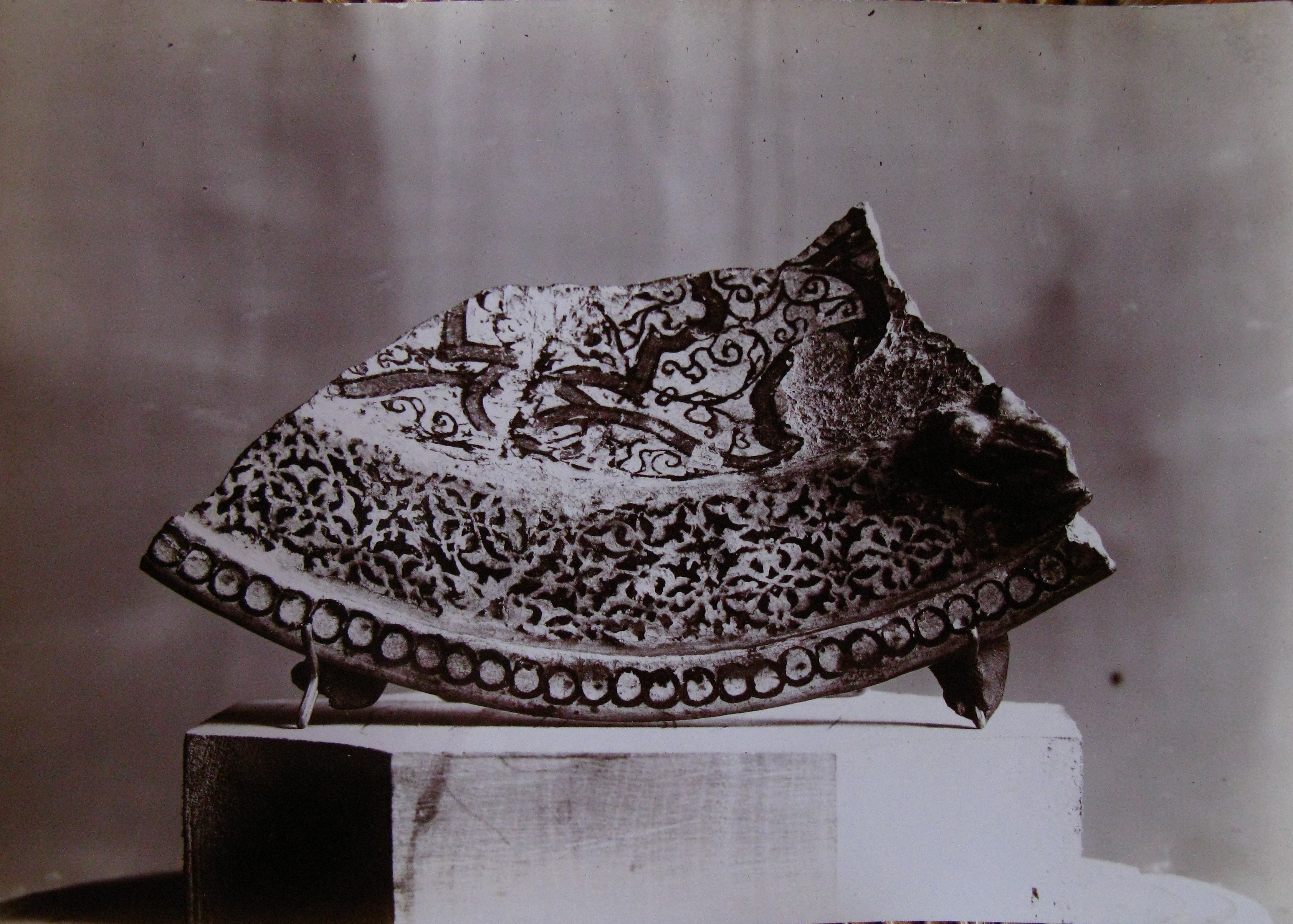
Tesson A, retrouvé par Raymond Barbaud au château de Bressuire.

En 1903, dans son ouvrage Le château de Bressuire en Poitou, l'architecte Raymond Barbaud fait part d'une découverte de fragment de faïence de Saint-Porchaire dans une des tours du château de Bressuire.
Les écrits et les découvertes plus récents orientent vers un atelier de l’ouest du royaume, donc Saint-Porchaire, qui relevait alors d’une branche cadette des Montmorency-Laval. Cette attribution se trouve renforcée par trois fragments entrés au début du XXe siècle provenant de la collection Gilles de La Tourette, c’est-à-dire de Loudun, à quelques dizaines de kilomètres de Bressuire. Or la présence des matrices signifie clairement qu’elles proviennent d’une trouvaille liée à l’atelier et à son matériel de travail. De plus, deux fragments d'objets de Saint-Porchaire ont été trouvés au château de Parthenay dans les Deux-Sèvres et la plupart des découvertes archéologiques d'objets dits « de Saint-Porchaire » ont été faites dans le Poitou, ce qui tend à situer la production de ces faïences dans la région. Malgré les hésitations quant à la localisation du site de production, « faïence de Saint-Porchaire » reste la dénomination officielle depuis la fin du XIXe siècle jusqu'à nos jours. Cependant, le débat concernant la localisation exacte du site de production ne sera définitivement clos qu'à la découverte des fours qui sont à l'origine de ces faïences.

### Saint-Porchaire et Bernard Palissy

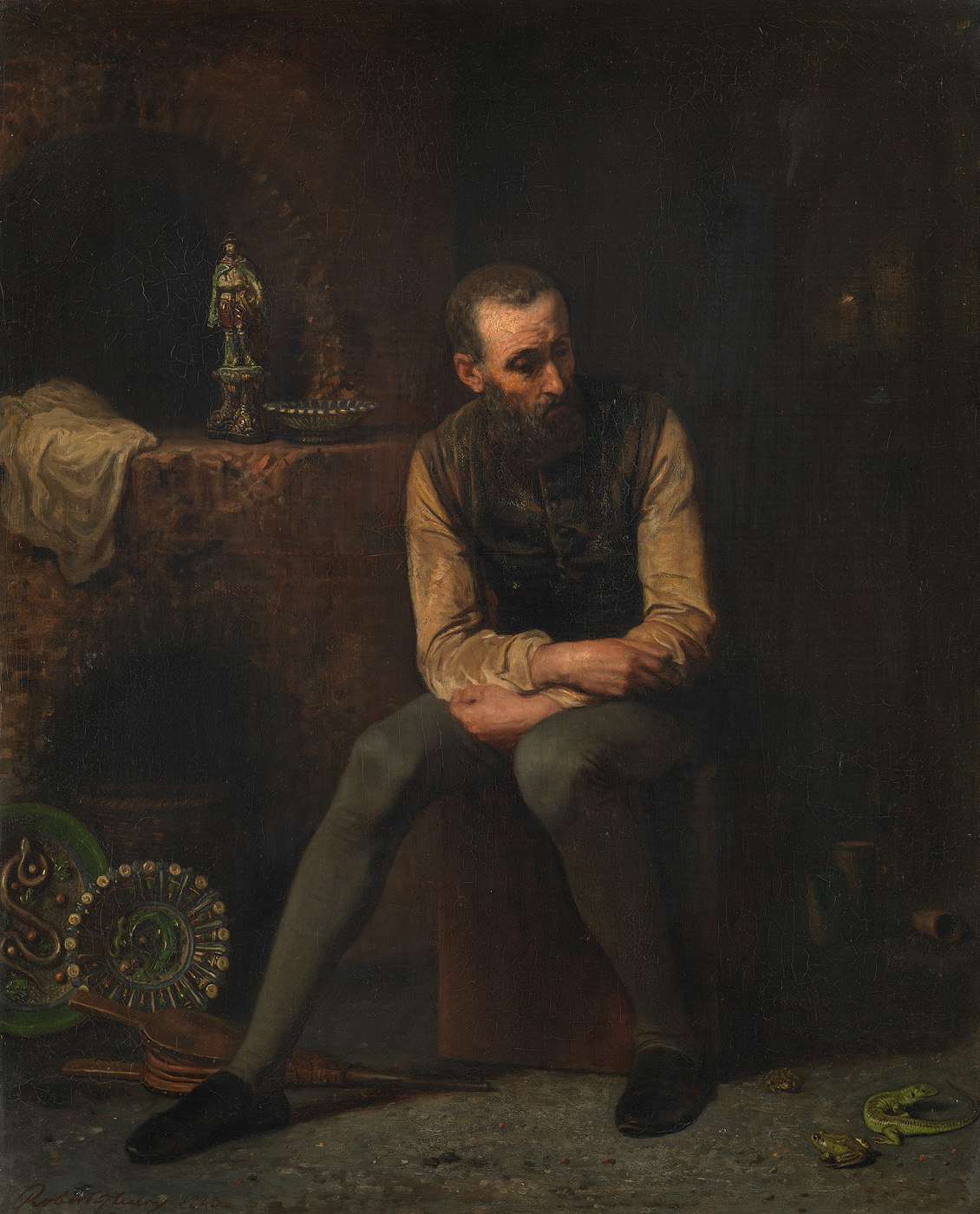
Joseph-Nicolas Robert-Fleury, Bernard Palissy dans son atelier, 1843, Amsterdam, musée d'Amsterdam.

Depuis le XIXe siècle, c'est-à-dire depuis que l'intérêt se manifeste à l'égard de ces faïences, la question du lien entre Bernard Palissy et ces faïences se pose. Alexandre Brongniart est le premier à formuler cette hypothèse en 1842. Il est certain que Palissy connaissait la production de Saint-Porchaire car on trouve des céramiques de Saint-Porchaire à La-Chapelle-des-Pots, où il a d'abord étudié la céramique ainsi que des moules dans son atelier parisien.

« ...il me souvient avoir passé de Parthenay, allant à Bressuyre en Poitou, et de Bressuyre vers Thouars, mais en toutes ces contrées les terres argileuses sont fort blanches. »

— Bernard Palissy
Les recherches récentes suggèrent que Bernard Palissy employa peut-être des techniques de Saint-Porchaire dans son atelier parisien entre 1565 et 1572, notamment en raison des fouilles des tuileries qui mettent au jour des moules. Cependant Bernard Palissy n'est pas l'inventeur de la faïence de Saint-Porchaire puisque cette dernière existe avant même qu'il ne commence sa carrière de potier. En effet, la première mention connue de faïence de Saint-Porchaire se trouve dans un inventaire de François de la Trémoille daté de 1542 alors que la carrière de céramiste de Palissy ne commence qu'en 1546. De plus, l'analyse chimique réalisée sur des céramiques de Saint-Porchaire et celles de Palissy montre une forte discordance dans leur composition.

L'expérience de Saint-Porchaire ne connaît pas d'antécédents et n'a pas d'influence notable sur le développement ultérieur de la céramique française puisque la disparition de ce savoir est soudaine et mystérieuse. La céramique française repart d'une page blanche et évolue vers la fin du XVIIe siècle vers une faïence de plus en plus fine. Il faut finalement attendre le XIXe siècle pour que la faïence de Saint-Porchaire soit redécouverte et influence les céramistes de France et d'ailleurs.

## Caractéristiques

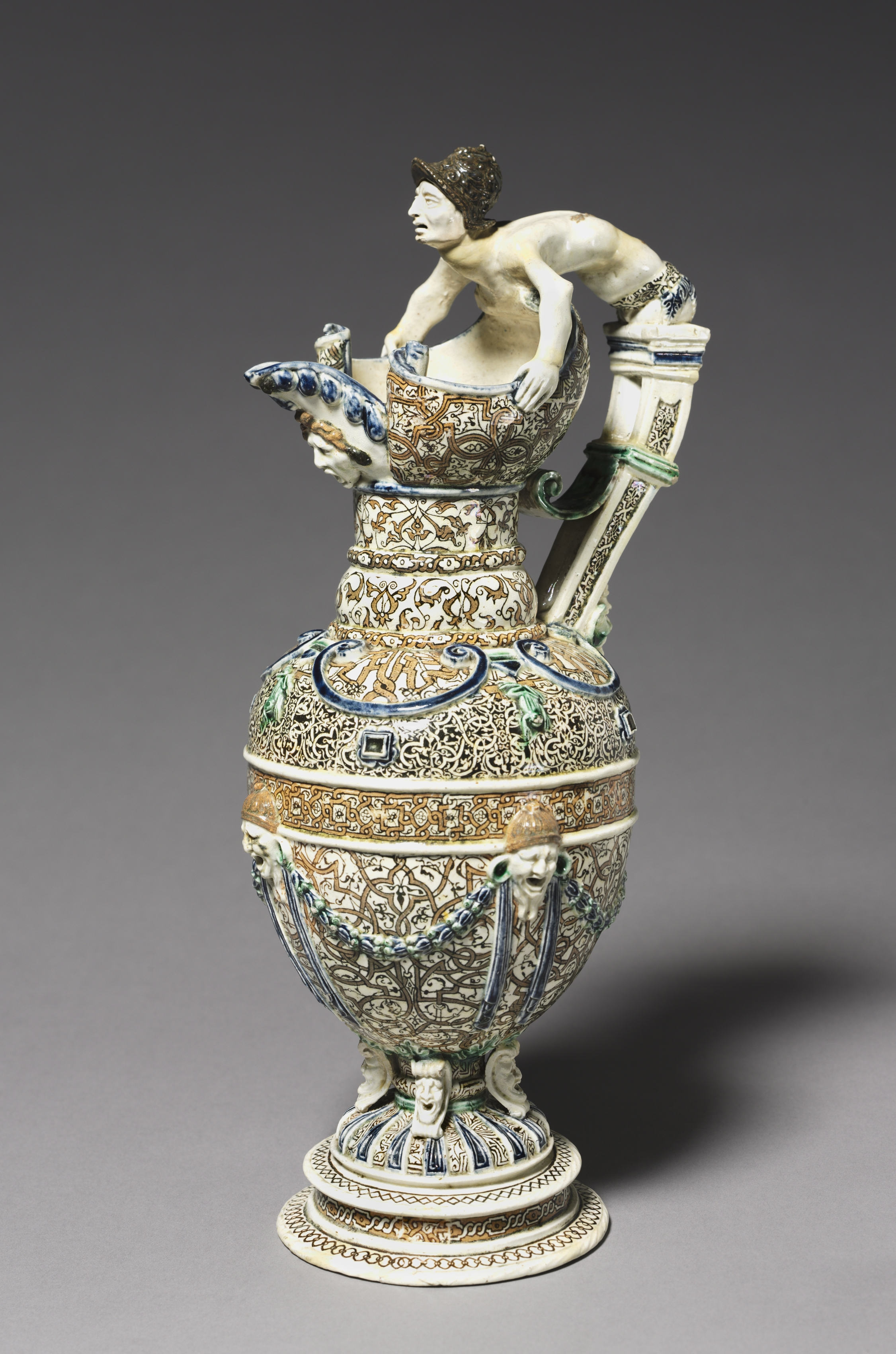
Anonyme, Aiguière, 1540, Cleveland, Cleveland Museum of Art.

La principale caractéristique stylistique des faïences de Saint-Porchaire est la blancheur. Cette blancheur est très inhabituelle pour la production de céramiques de l'époque, elle est liée à une argile fortement kaolininique,. Elle reflète les recherches menées à l'époque pour égaler la blancheur des porcelaines chinoises qui venaient d'arriver sur les marchés occidentaux.
Touchant leur ornementation et leurs formes, les influences sont multiples. On peut tout d'abord évoquer des influences médiévales, particulièrement pour la production dite de la « première période ». L'ornementation est par la suite très influencée par l'art ornemental italien (éléments religieux en relief, masques, grotesques...) ainsi que les arts mauresques et arabes, car ces ornements sont abondants sur les reliures livres vénitiens de l'époque et servent donc probablement de modèles aux céramistes.
Enfin, la forme des objets s'inspire fortement de l'orfèvrerie de l'époque (aiguières, coupes, drageoirs, salières...), notamment de la vaisselle maniériste d'apparat que Rosso Fiorentino (figure importante de l'école de Fontainebleau) avait réalisé pour François Ier.

### Première période
Les méthodes de la première période ne sont pas propres à la Renaissance, elles existaient déjà au Moyen-Âge, mais c'est la qualité de leur exécution qui les rend remarquables. Leur originalité tient à la netteté du contraste entre la blancheur du fond, obtenue grâce à des argiles riches en kaolin et le dessin des formes ornementales finement exécuté en noir ou marron. Ces formes ornementales sont inspirées des modèles figurant dans les reliures de l'époque.

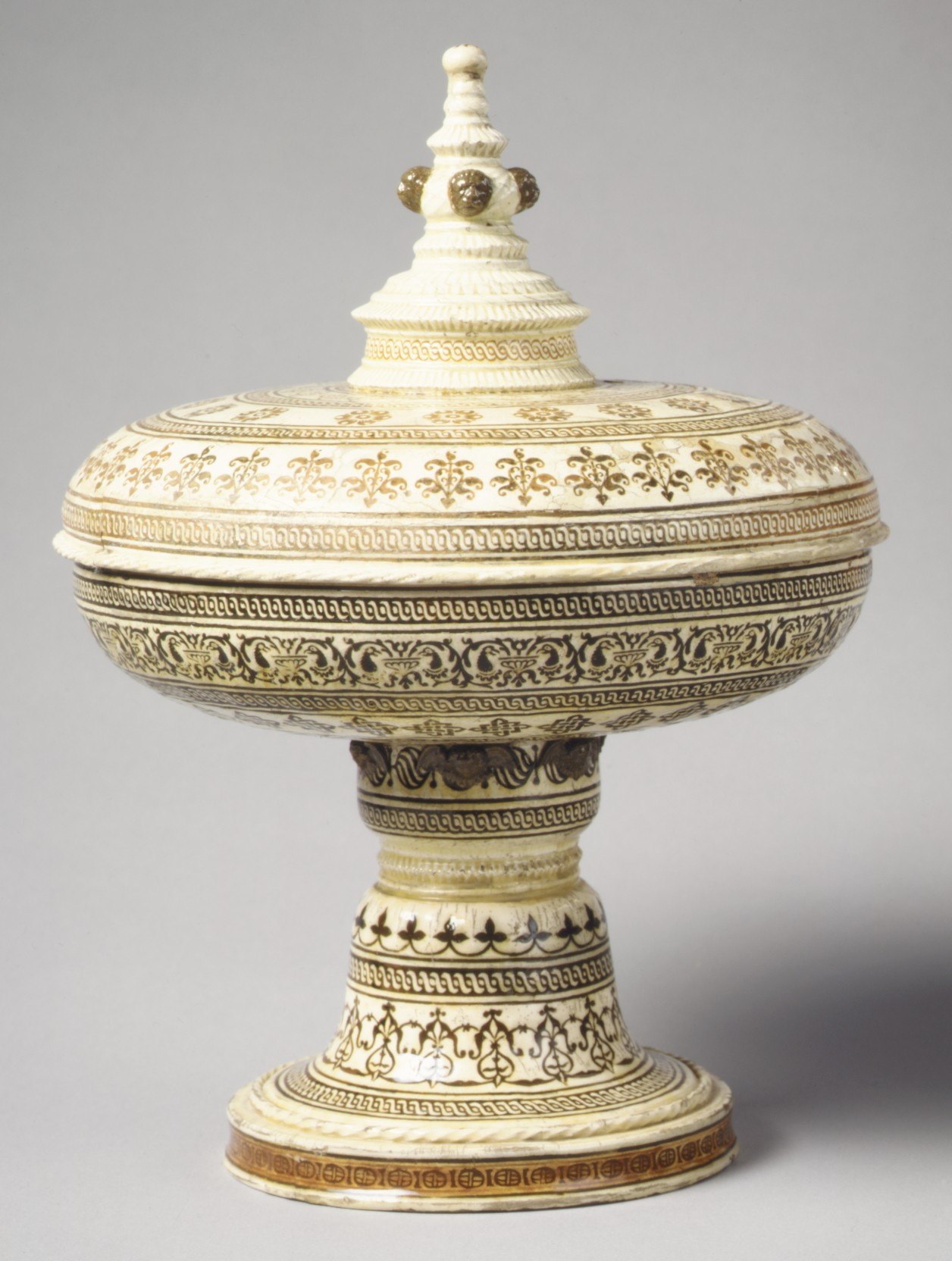
Anonyme, Coupe avec couvercle, c.1550-1555, New-York, MET.
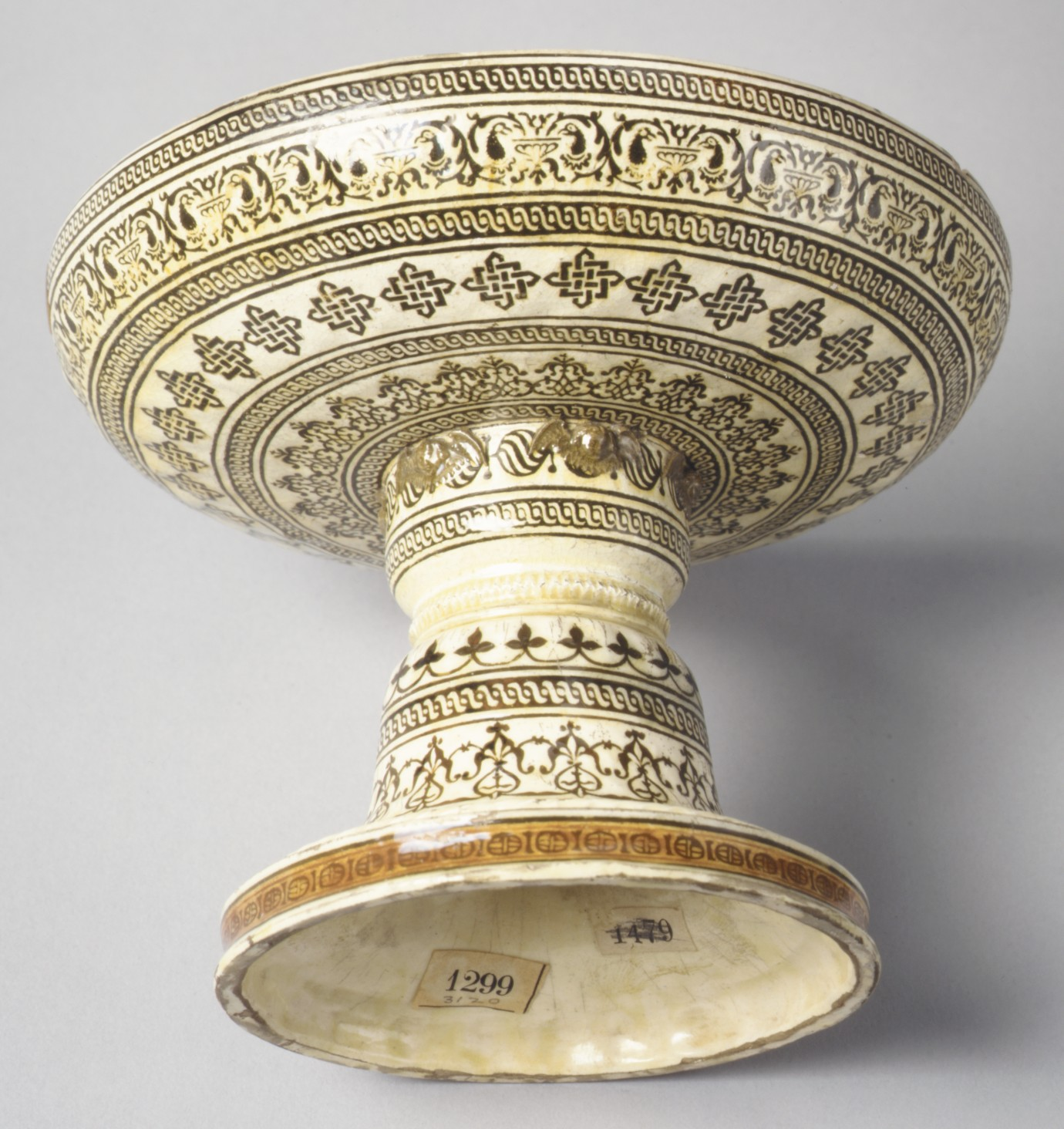
Anonyme, Coupe avec couvercle (sans le couvercle), c.1550-1555, New-York, MET.
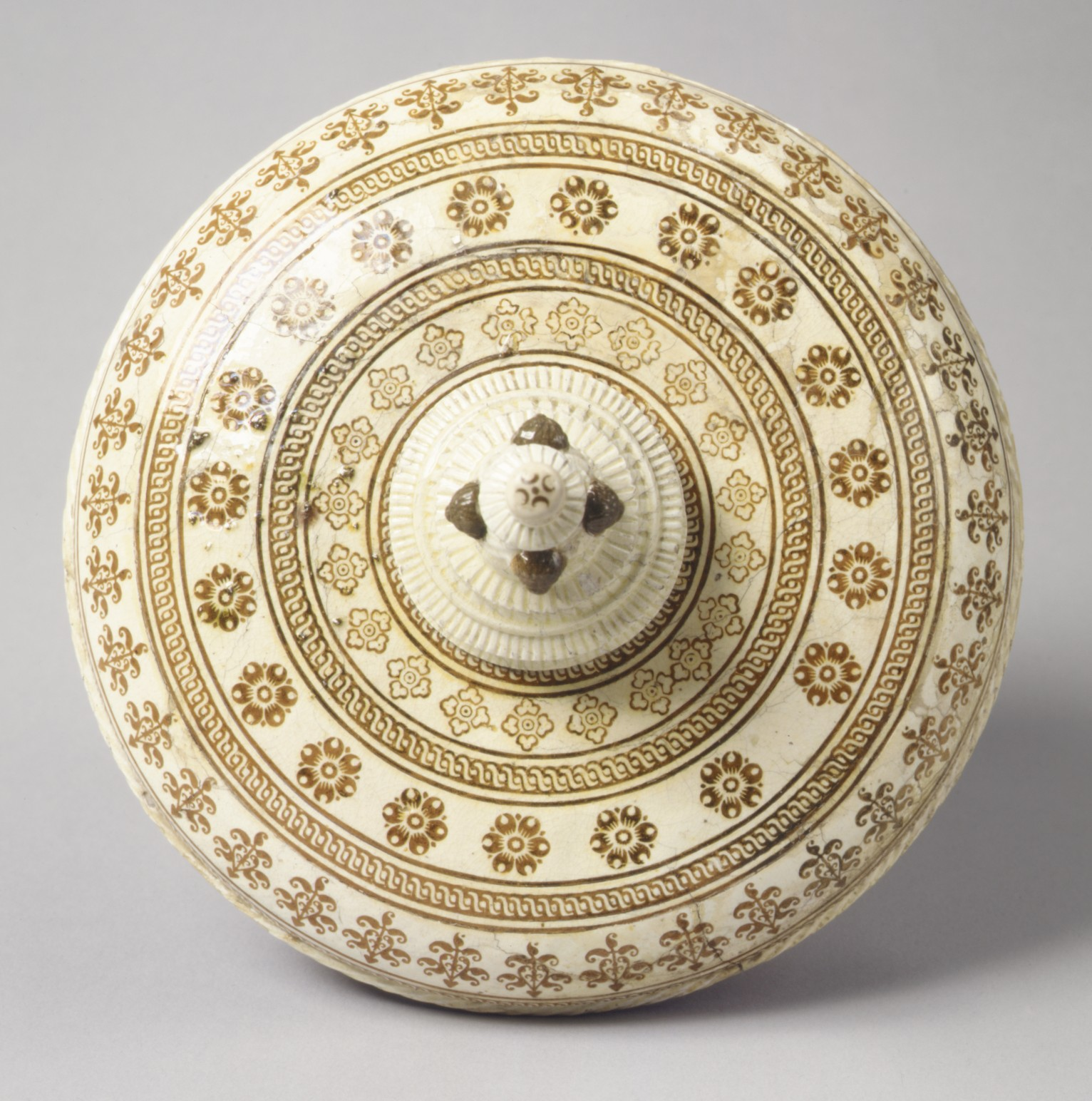
Anonyme, Coupe avec couvercle (couvercle vu de dessus), c.1550-1555, New-York, MET.

### Deuxième période
La deuxième période est caractérisée par un nouveau répertoire de motifs, celui des arabesques et des mauresques, qui vient s'ajouter au répertoire ornemental de la première période. En général, dans cette deuxième période, les ornements de la première période sont placés aux extrémités (pied de l'objet et sommet du couvercle) alors que les nouveaux ornements occupent le reste de l'espace disponible. Les décors mauresques ou arabesque de la deuxième période sont de taille plus imposante que les décors qui avaient cours pour les objets de la première période et ils sont bien évidemment inspirés d'objets d'origine arabe, notamment des reliures de manuscrits. Il n'y a rien de surprenant à trouver une influence mauresque sur de la céramique française, car ce style s'était diffusé dans toute l'Europe au XIVe siècle grâce aux imprimeurs vénitiens qui en couvraient leurs reliures. Venise avait en effet beaucoup de contacts commerciaux avec l'Orient. Enfin, sur les objets de la deuxième période, il y a souvent des éléments en relief collés sur la surface comme des masques grotesques, des coquilles Saint-Jacques... D'autres éléments inspirés du décor architectural peuvent également être ajoutés, ils ont généralement des glaçures vertes ou bleues qui ont coulé.

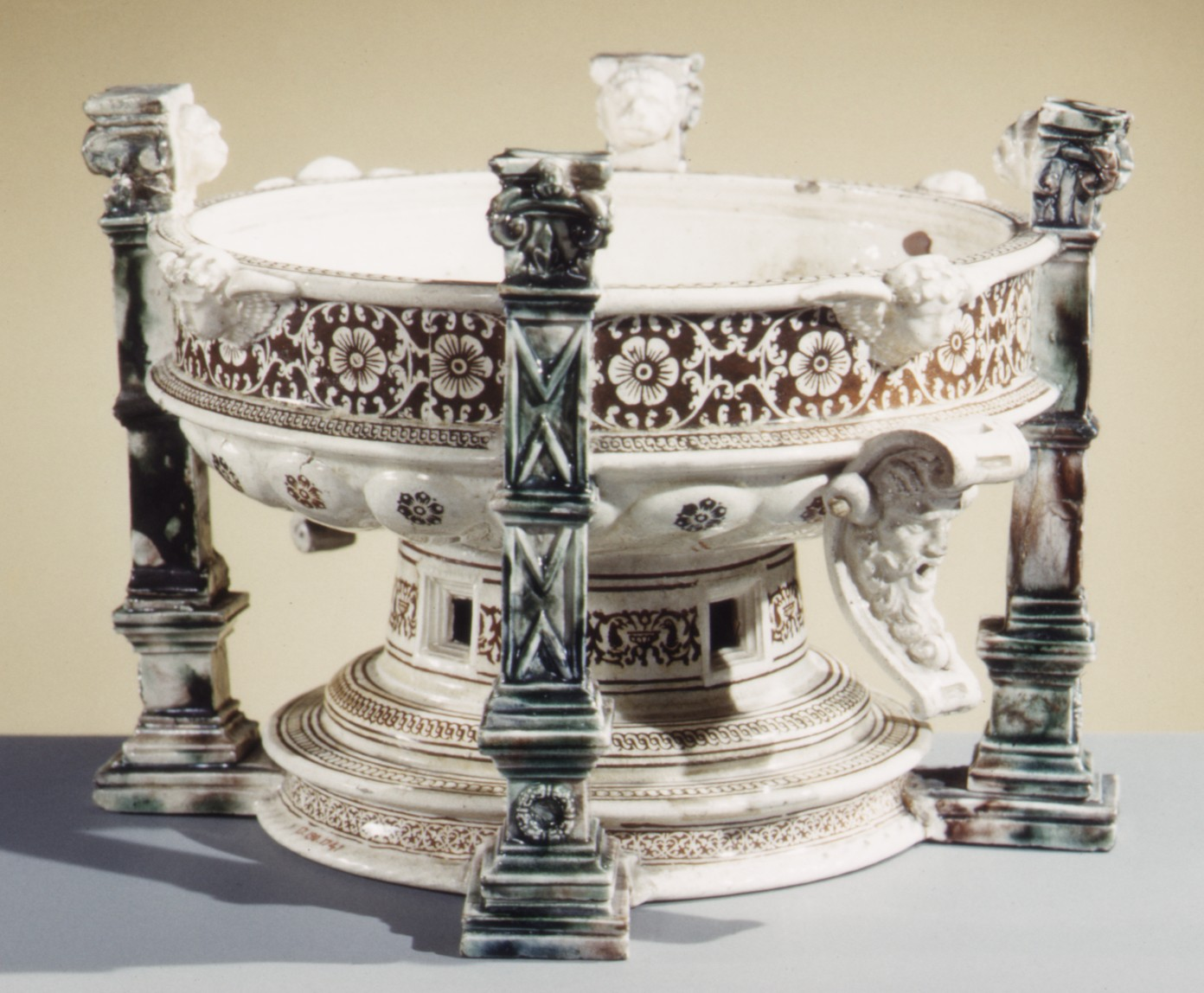
Anonyme, Réchaud, milieu XVIe siècle, New-York, MET.
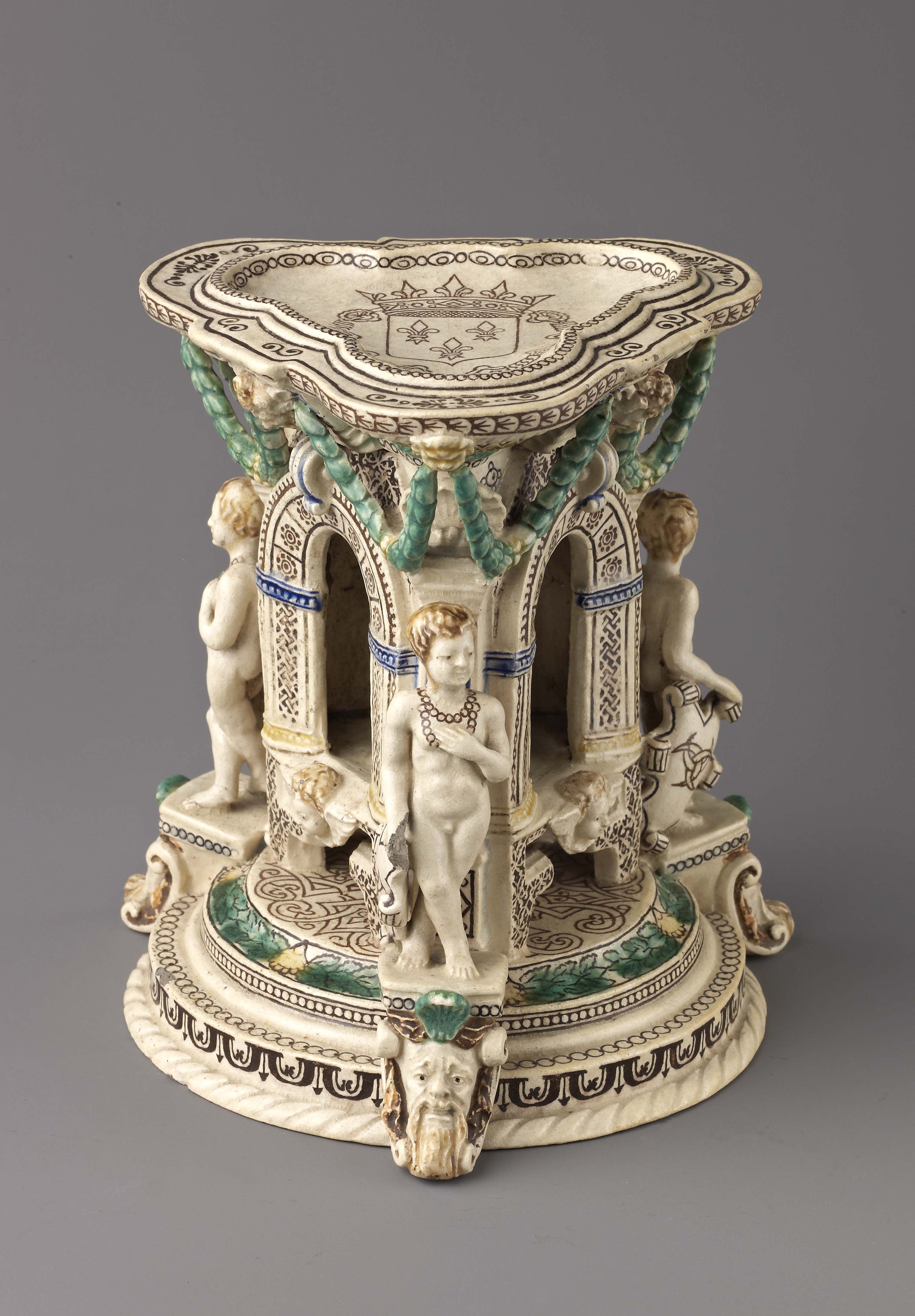
Anonyme, Salière, c.1540-1570, New-York, MET.
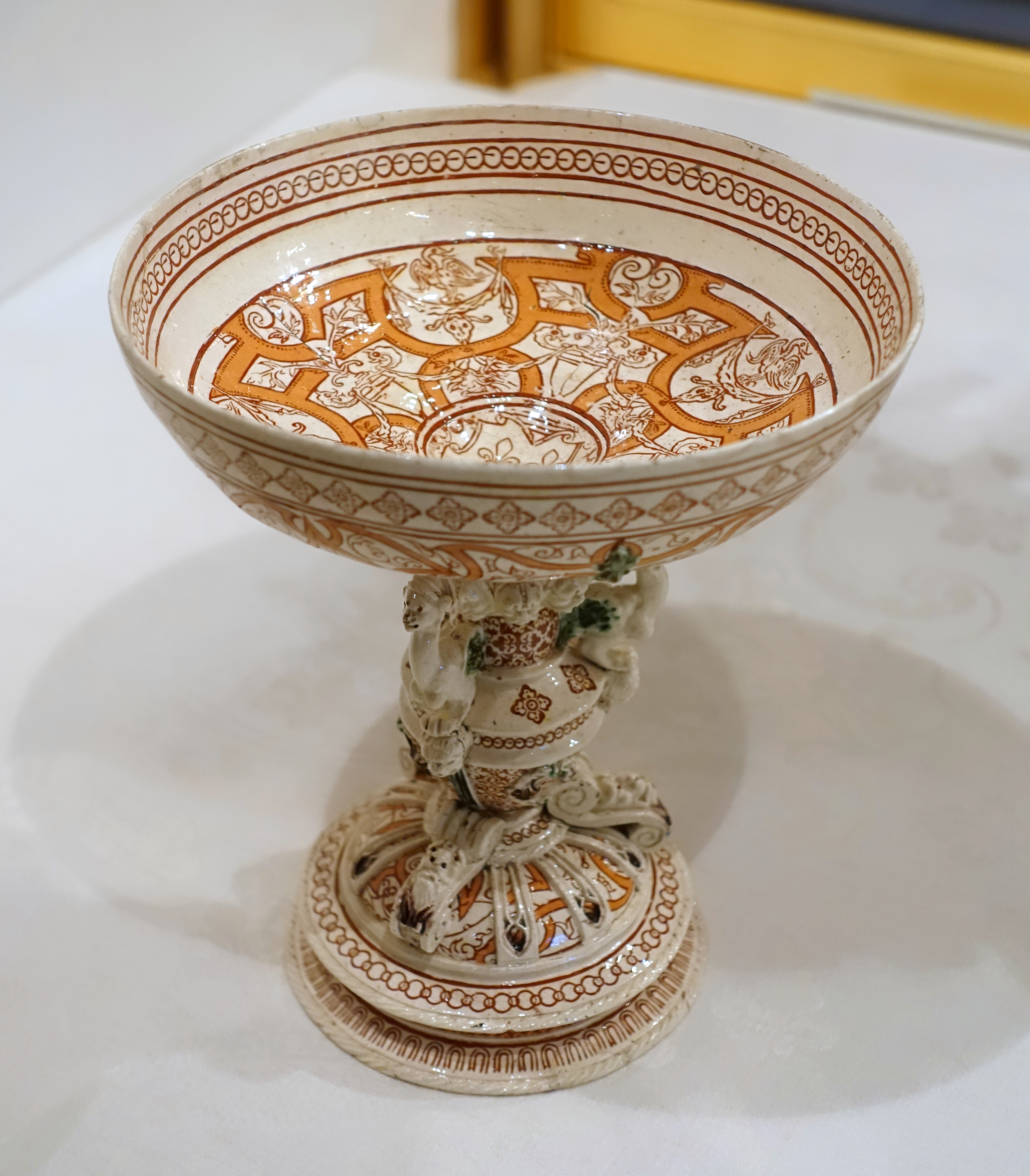
Anonyme, Coupe, c.1540-1550, Waddesdon, Waddesdon Manor.

### Troisième période
La troisième période est parfois qualifiée de style « décadent » par les auteurs. Sur ces objets, les décors noirs et blancs de la première période sont totalement absents. Les objets de cette troisième période utilisent beaucoup de figures moulées naturalistes comme des serpents, des lézards et des chiens.

## Redécouverte au XIXesiècle
La céramique de Saint-Porchaire est redécouverte au XIXe siècle. C'est grâce à la publication d'André Pottier, datée de 1839 que cette faïence est de nouveau connue. Cette publication est dédiée à une aiguière et accompagnée d'une gravure très détaillée la représentant. L'engouement auprès des collectionneurs est immédiat, ce derniers reconnaissent-là des faïences d'une qualité et d'une fragilité antérieures aux faïences françaises connues jusqu'alors. Les prix de vente sont donc très vite vertigineux et ces faïences ne peuvent être achetées que par les plus riches collectionneurs, au détriment des musées. Néanmoins, les échanges entre les collectionneurs privés et les musées au XXe siècle permettent de faire entrer les faïences de Saint-Porchaire dans les plus grands musées du monde et aujourd'hui, on en trouve en France, aux Etats-Unis, au Royaume-Uni et en Russie.

### À la manière la Saint-Porchaire
Dans les années 1850, l'intérêt pour la faïence de Saint-Porchaire est grand. Plusieurs manufactures britanniques dont Mintons tentent de reproduire  avec plus ou moins de succès cette faïence qu'on appelle souvent  « Henri II »,. Léon Arnoux, qui travaille chez Mintons, développe sa propre technique qu'il enseigne à Charles Toft (ouvrier chez Mintons) qui donne quelques pièces encore conservées aujourd'hui. Cette tentative de restitution des techniques de Saint-Porchaire n'est pas qu'un phénomène britannique, on en trouve la trace en France dans l'entourage de Charles-Jean Avisseau, avec notamment son fils Edouard Avisseau qui présente ses créations en même temps que Léon Arnoux à l'Exposition universelle de 1862,. Auguste-François Chauvigné et Georges Pull créent également des faïences inspirées de Saint-Porchaire après quelques années passées dans le goût palisséen,. Dans les Deux-Sèvres, Prosper Jouneau, de la manufacture de Parthenay, produit lui aussi des faïences imitant le style de Saint-Porchaire. 

Réalisations de Charles Toft s'inspirant de la faïence de Saint-Porchaire
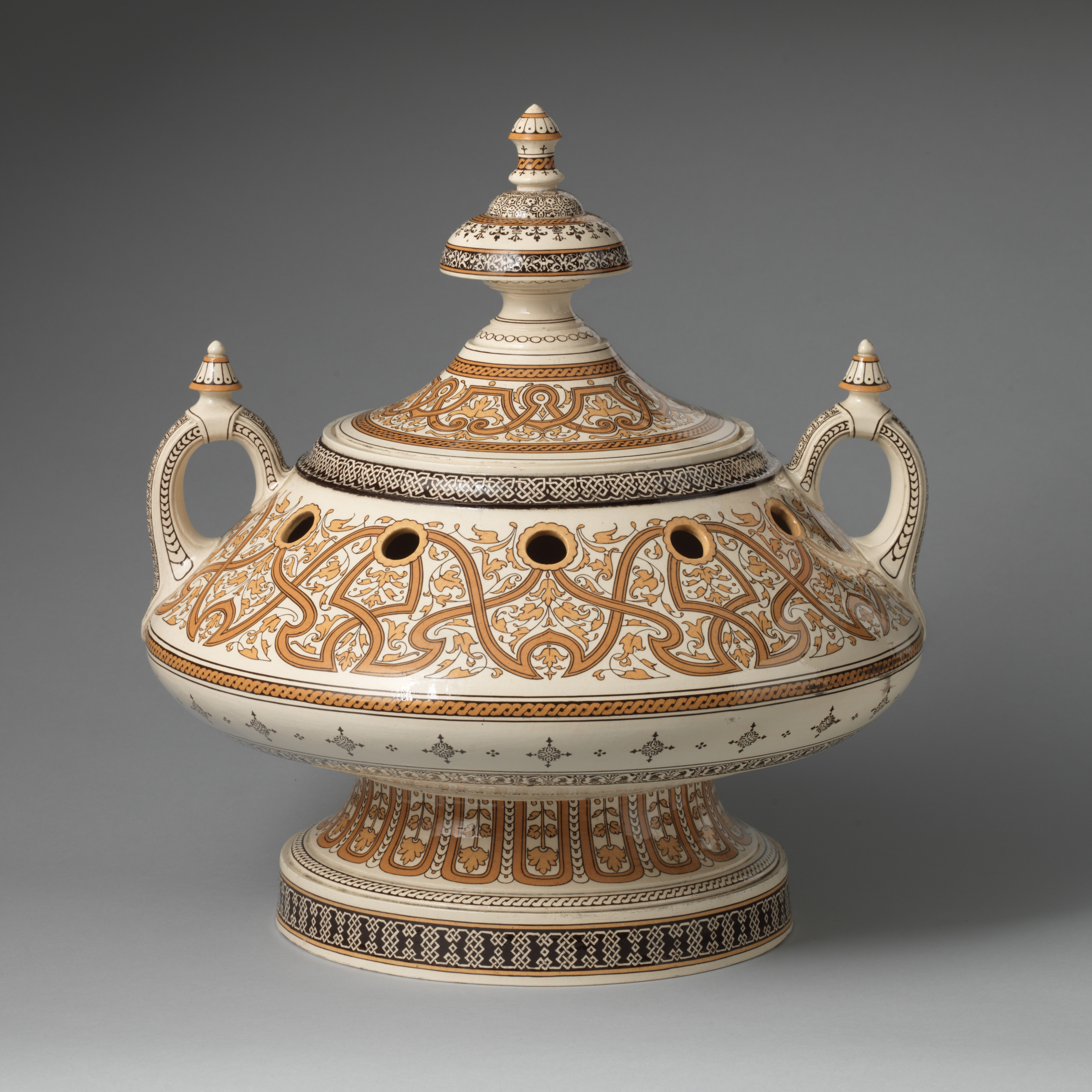
Charles Toft, Pot pourri, 1871, New-York, MET.
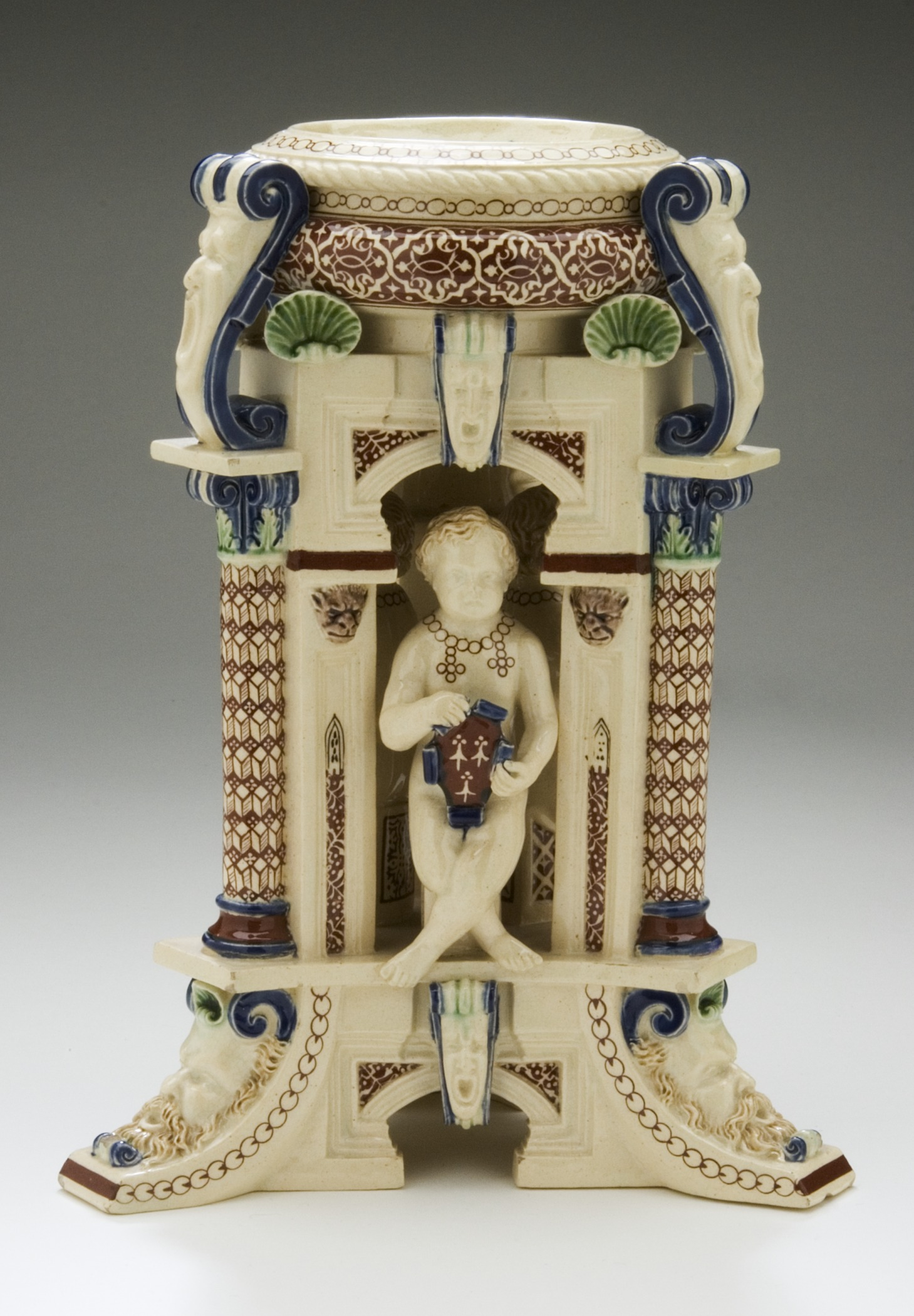
Charles Toft, Salière Henri II, 1876, Los Angeles, LACMA.
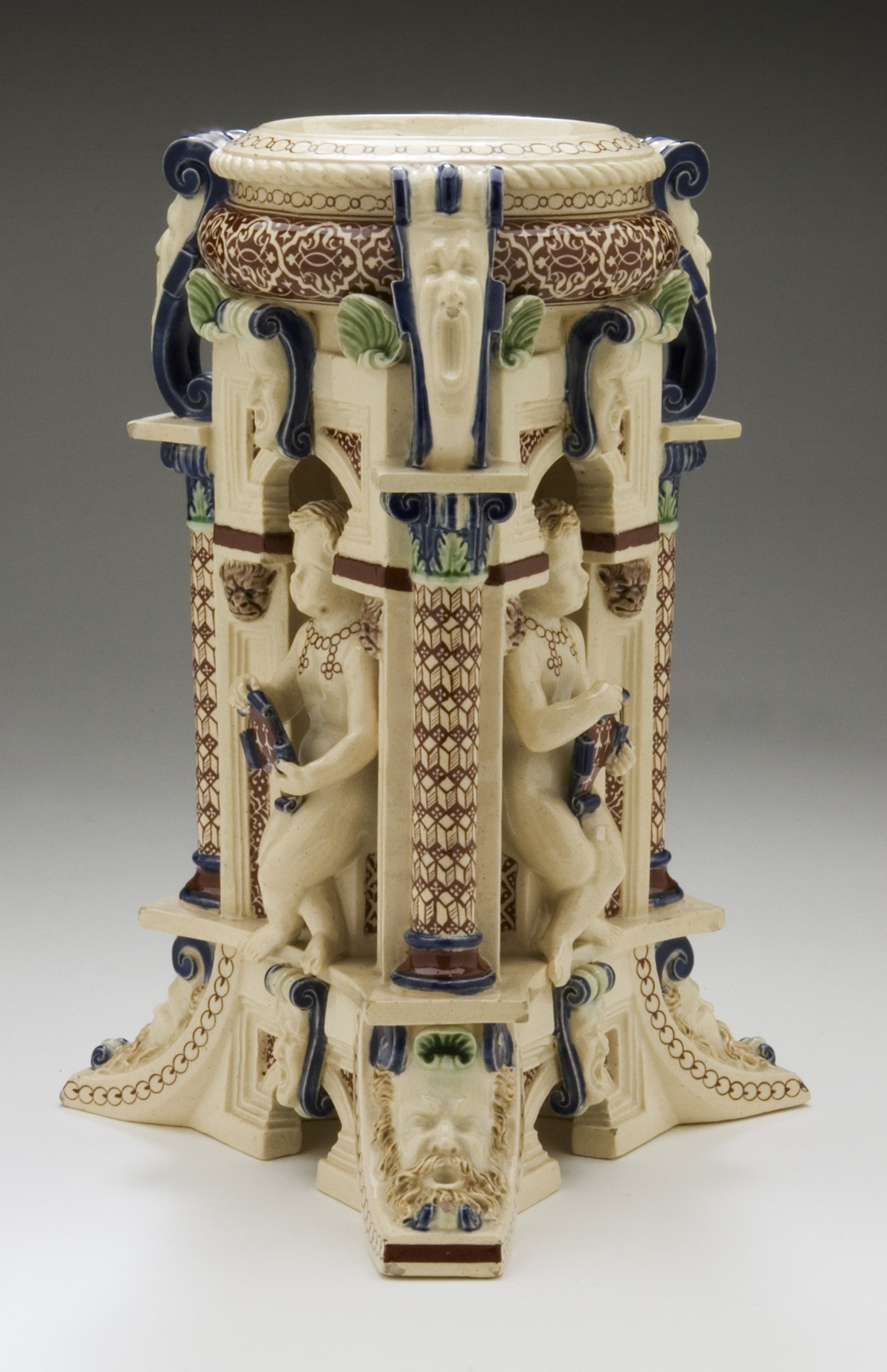
Charles Toft, Salière Henri II, 1876, Los Angeles, LACMA.
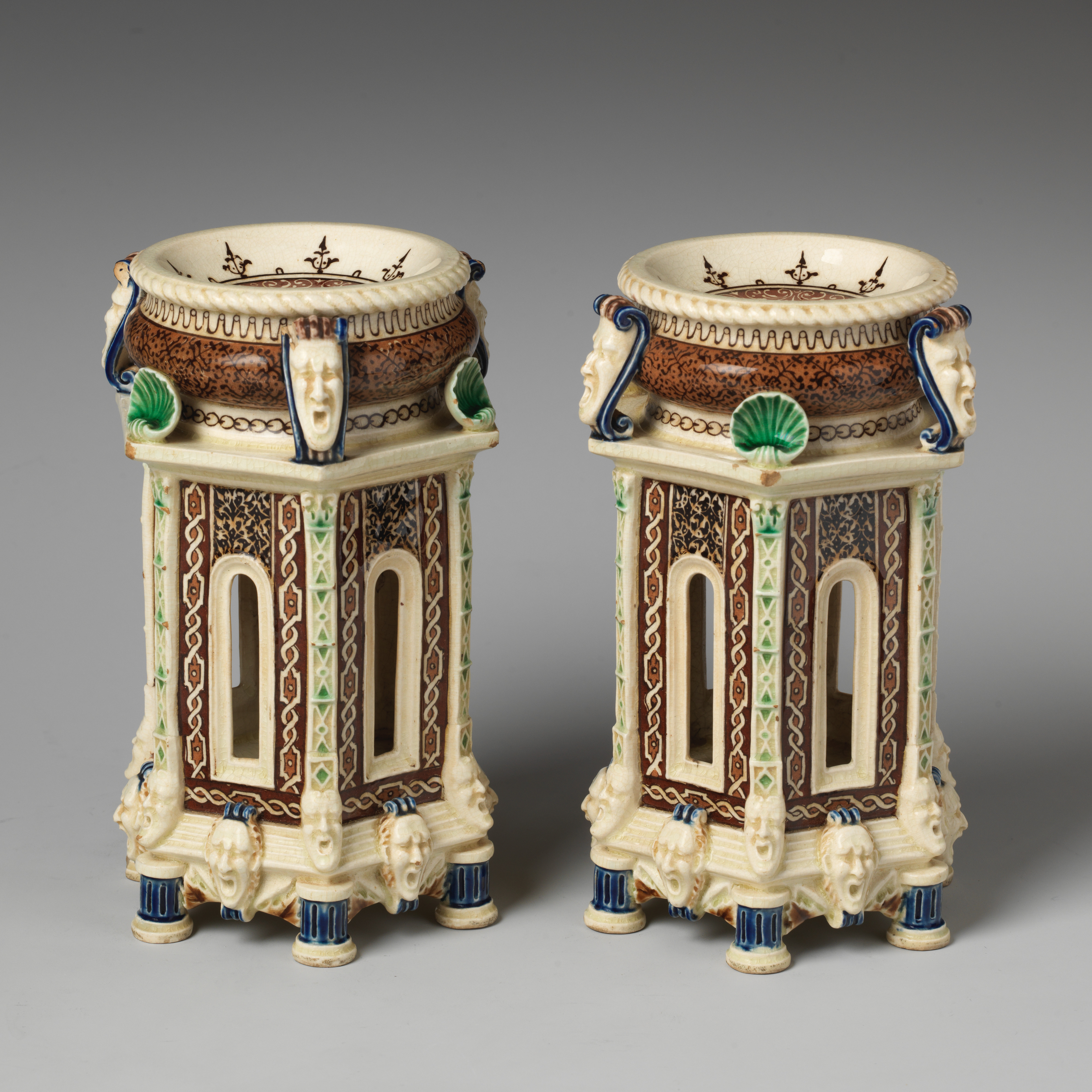
Charles Toft, Salières Henri II, années 1870, New-York, MET.
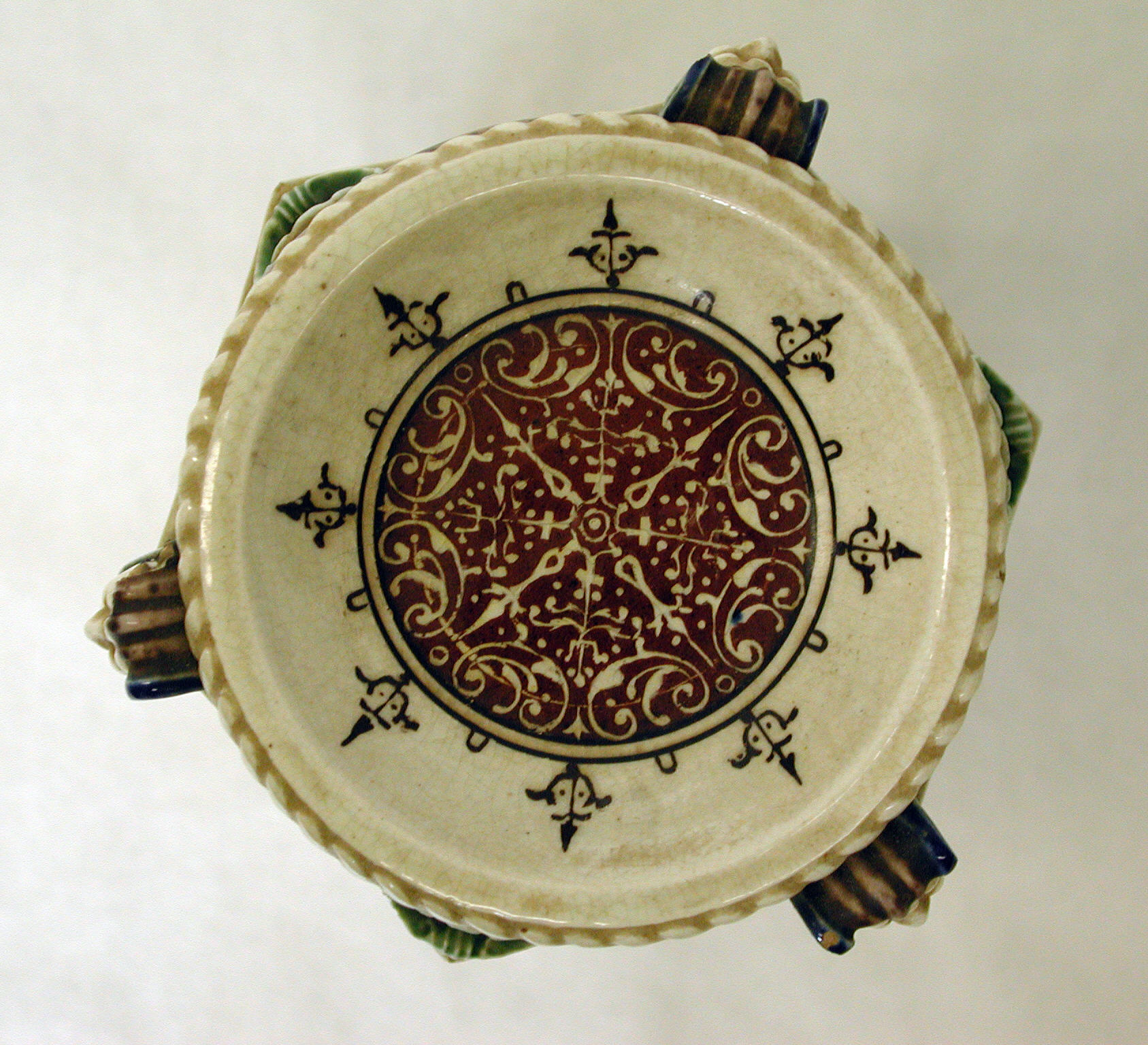
Charles Toft, Salières Henri II (vue de dessus), années 1870, New-York, MET.

## Collections publiques
- Musée du Louvre
- Musée du Petit Palais
- Musée Jacquemart-André
- Musée national de Céramique, Sèvres
- Musée national de la Renaissance, Écouen
- Victoria and Albert Museum, Londres
- Pierpont Morgan Library, New York
- Metropolitan Museum of Art, New York
- National Gallery of Art, Washington
- Cleveland Museum of Art
- Taft Museum of Art, Cincinnati
- Musée de l'Ermitage, Saint-Pétersbourg

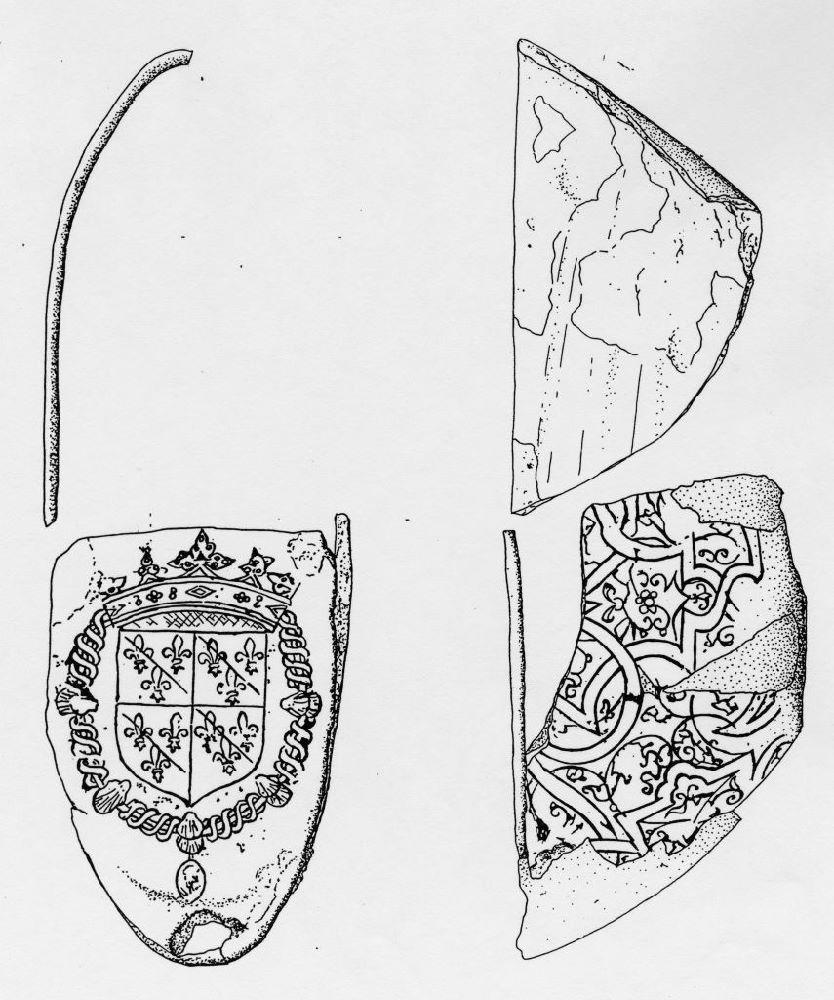
Dessin d'une navette-canard en faïence de Saint-Porchaire, découverte à Parthenay

- Dessin d'une navette-canard en faïence de Saint-Porchaire, découverte à ParthenayMusée d'art et d'histoire, Parthenay